# Africephala
Africephala là một chi bướm đêm thuộc họ Gracillariidae.

## Các loài
- Africephala timaea (Meyrick, 1914)